# James Van Allen

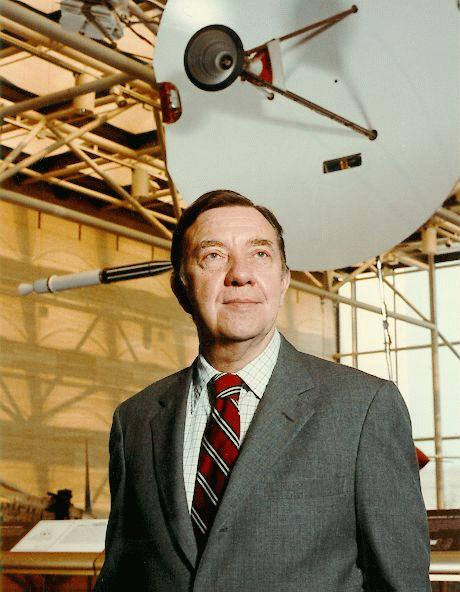
James Van Allen

James Alfred Van Allen (* 7. September 1914 in Mount Pleasant, Iowa; † 9. August 2006 in Iowa City) war ein US-amerikanischer Astrophysiker und Raumfahrtpionier. Seine bekannteste Entdeckung war der Nachweis eines Strahlungsfeldes um die Erde, das hauptsächlich aus dem Sonnenwind und der kosmischen Strahlung besteht und nach ihm als Van-Allen-Gürtel benannt worden ist.

## Leben

### Jugend
James Van Allen wurde als zweites Kind von vier Söhnen des Rechtsanwalts Alfred Morris Van Allen und seiner Frau Alma, geb. Olney, in der Gemeinde Mount Pleasant (mit damals etwa 3000 Einwohnern) geboren. Beide Eltern kamen aus der Tradition der Pionierfamilien, die es gewohnt waren, sich selbst zu helfen, nötigenfalls auch mit arbeitserleichternden Erfindungen. Besonders interessiert war der junge Van Allen an mechanischen und elektrischen Vorrichtungen. Er bastelte einfache elektrische Motoren, primitive Detektorradios und andere Geräte. Seine Anregungen dazu holte er sich aus seinen Lieblingszeitschriften Popular Mechanics und Popular Science.

### Studium
Ein Physikprofessor vom Iowa Wesleyan College erkannte die Fähigkeit des damals 18-jährigen Studenten für das Experimentieren und Basteln. Für 35 Cent die Stunde durfte Van Allen die seismische und magnetische Ausrüstung für eine Antarktis-Expedition vorbereiten. Die Forschungsreise wurde von Admiral Richard E. Byrd und dem Physikprofessor Thomas Poulter geleitet. Zwar wollte Van Allen ebenfalls daran teilnehmen, doch hielt seine Familie ihn dafür noch für zu jung. Er schloss daher sein Physikstudium ab, wechselte zur Universität von Iowa City und promovierte 1939 (mit summa cum laude). Anschließend arbeitete er als research fellow an der Carnegie Institution of Washington bis 1942. Van Allen entwickelte photoelektrisch- und radiofrequenz-gesteuerte Annäherungs-Zünder („proximity fuze“) in Bomben, Raketen und Schusswaffen-Projektilen. Auf diese Weise wurde auch sein Interesse an der kosmischen Strahlung geweckt. 1942 wechselte er zum Applied Physics Laboratory (APL) der Johns Hopkins University und führte dort dieselbe Arbeit fort.

### Satellitengestützte Weltraumforschung
Nach Kriegsende leitete er dann an der Johns Hopkins University von 1946 bis 1950 die Hochatmosphärenforschung mit Hilfe von A4-Raketen und danach mit der Entwicklung einer Aerobee-Rakete, die viel kleiner und günstiger als eine A4 war. Bereits hier legte er Wert auf die Möglichkeit zum Transport von Nutzlasten wie Messinstrumente.
1951 erhielt er einen Ruf an die University of Iowa als Professor und Leiter der Abteilung Physik und Astronomie. Er entwickelte hier mit seinen fortgeschrittenen Studenten den Rockoon, eine Rakete, die zunächst mit einem Ballon auf eine Höhe 10 bis 15 Meilen schwebt, wo der Luftdruck niedrig ist, dann zündet die Rakete und steigt noch bis zu 85 Meilen hoch.

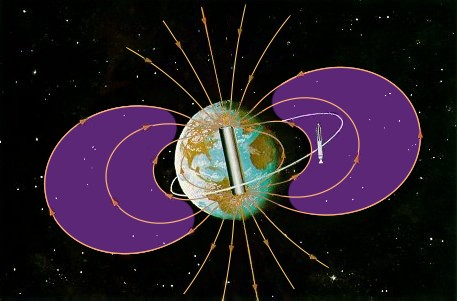
Van-Allen-Strahlungsgürtel

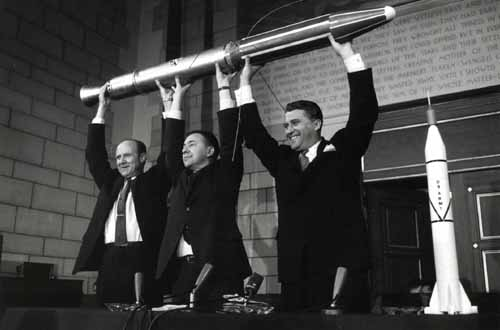
William H. Pickering, James Van Allen und Wernher von Braun (v.l.) halten gemeinsam ein Modell von Explorer 1 (31. Januar 1958)

Der erste amerikanische Satellit Explorer 1 entdeckte 1958 – mit Hilfe eines Geigerzählers – einen Strahlengürtel um die Erde, bestehend aus Teilchen der kosmischen Strahlung, die durch das Magnetfeld der Erde „eingefangen“ werden. Dieser Strahlengürtel ist heute unter dem Namen Van-Allen-Gürtel bekannt.
Die Entdeckung geschah im Rahmen des Internationalen Geophysikalischen Jahres 1957/58, an dem Van Allen maßgeblich beteiligt war.
Im selben Jahr wurde als Reaktion auf den sogenannten Sputnik-Schock ein Planungsteam unter Vorsitz von Van Allen eingerichtet, dessen Ziel es war, innerhalb von zehn Jahren einen bemannten Raumflug auf den Mond durchzuführen. Später rückte er wieder von dieser Idee ab, da er nun die bemannte Raumfahrt eher als ein Fernsehereignis ohne wissenschaftlichen Wert ansah. Stattdessen trieb er die Datenerhebung und Erforschung des Sonnensystems voran. Seine Messinstrumente in der Raumsonde Pioneer 10 führten 1973 die erste Untersuchung des Strahlengürtels von Jupiter durch. Pioneer 11 folgte mit Beobachtungen des Saturnringes. Ebenso war Van Allen ein Mitglied des wissenschaftlichen Teams bei der Galileo-Mission, die ab 1989 damit begann, den Jupiter zu erkunden.

## Auszeichnungen
- 1959: Mitglied der National Academy of Sciences
- 1961: Mitglied der American Philosophical Society
- 1964: Mitglied der American Academy of Arts and Sciences
- 1977: William Bowie Medal der American Geophysical Union
- 1978: Goldmedaille der Royal Astronomical Society
- 1987: National Medal of Science von US-Präsident Reagan
- 1989: Crafoord-Preis der Königlich Schwedischen Akademie der Wissenschaften
- 1991: Vannevar Bush Award
- 1994: Kuiper Prize der American Astronomical Society
„in recognition of his many contributions to the field of planetary science, both through his investigations of planetary magnetospheres and through his advocacy of planetary exploration.“
- Seit dem Jahr 2000 ist die Van Allen Range nach ihm benannt, ein Gebirge in Antarktika.